# Mu (filozofie)

Znak 無 kurzivou

Mu (japonsky 無, korejsky 무) nebo wu (čínsky tradičně 無, zjednodušeně 无), je slovo, které v češtině znamená přibližně nic, bez, ne-. Obvykle se používá jako předpona vyjadřující nepřítomnost něčeho, ale může stát i jako samostatné slovo.

## Mu jako prázdnota ducha
Mu v čínské filozofii a v bojovém umění Wu-šu znamená prázdnotu ducha.

## „Mu“ jako odpověď
Mu je častá odpověď v kóanech a dalších otázkách zenového buddhismu. Je a zároveň není skutečnou odpovědí. Jedna z jejích možných interpretací zní: „Tato otázka nemá smysl (resp. je nesprávně položená) a proto nemůže být zodpovězena.“
Touto epistemologickou negací se lze vypořádat s logickými paradoxy, jakým je např. nezodpověditelný chyták „Přestali jste mlátit svou ženu?“ Pokud člověk nemá žádnou ženu, nebo svou ženu nikdy nemlátí, odpověď „Ano“ je nesprávná, protože implikuje, že v minulosti byla jeho žena skutečně bita. Odpověď „Ne“ je rovněž nesprávná, protože vyjadřuje, že člověk ženu má a stále ji bije. Správnou odpovědí na tuto otázku může být „Mu“, čili „Na tuto otázku nelze odpovědět, protože se zakládá na nesprávných předpokladech“.